# Лука Цигановић
Лука Цигановић (Дубровник, 12. јануар 1915 — Дубровник, 9. јануара 1994) био је југословенски ватерполиста. Натјецао се на Љетним олимпијским играма 1936. и 1948. као репрезентативац Краљевине Југославије односно Федеративне Народне Републике Југославије. За државну репрезентацију играо је 52 пута и дао 194 гола.

## Биографија
Основну и средњу школу завршио у Дубровнику. Дипломирао је на Вишој фискултурној школи у Београду 1940. До пензионисања 1975. радио је као наставник физичког васпитања у средњим школама у Дубровнику. Био је пливач и ватерполиста, члан Пливачког клуба Југ у периоду 1930–1953. Најзаслужнији је за освајање бројних титуле првака Југославије који су ватерполисти Југа освојили у пријератном и поратном раздобљу (1932., 1933., 1934., 1935., 1936., 1937., 1949., 1950. и 1951). За ватерполску репрезентацију Југославије наступио је 25 пута у периоду 1933–1951. Играо је у екипи која се на Европском првенству 1934. пласирала на пето мјесто. Наступио је на Олимпијским играма 1936. у Берлину и 1948. у Лондону. За пливачку репрезентацију Југославије наступио је у дисциплини 100 и 400 м слободно, 100 м леђно и у штафетним утркама. Године 1986. награђен је Трофејем ватерполског савеза Хрватске. Послије играчке каријере био је ватерполо судија.